# Alexander Jurjewitsch Derewen
Alexander Jurjewitsch Derewen (russisch Александр Юрьевич Деревень; * 26. März 1992 in Toljatti) ist ein russischer Handballspieler, der zumeist auf Rückraum links eingesetzt wird.
Der 1,93 m große und 91 kg schwere Rechtshänder begann mit dem Handballspiel in seiner Heimatstadt in der Handballschule. Ab 2012 stand er im Aufgebot des russischen Serienmeisters Medwedi Tschechow, mit dem er in der EHF Champions League 2012/13 sein internationales Debüt gab und im Achtelfinale am THW Kiel scheiterte. 2013 bis 2015 gewann er jeweils den russischen Meistertitel. Nachdem Medwedi im Sommer 2013 in finanzielle Schwierigkeiten geraten war, blieb Derewen dem Verein im Gegensatz zu zahlreichen gestandenen Spielern, die ins Ausland wechselten, dennoch treu. Ab der Saison 2015/16 stand er beim mazedonischen Verein RK Vardar Skopje unter Vertrag. 2016 und 2017 gewann er den mazedonischen Pokal, 2016 und 2017 die Meisterschaft sowie 2017 die EHF Champions League. Im Sommer 2017 wechselte Derewen zum russischen Erstligisten GK Spartak Moskau, der seit 2020 unter dem Namen GK ZSKA Moskau antritt.
In der russischen Juniorennationalmannschaft war Alexander Derewen stets einer der torgefährlichsten Spieler. Bei der U-18-Europameisterschaft 2010 (9. Platz) erzielte er 50, bei der U-19-Weltmeisterschaft 2011 (13. Platz) 48, bei der U-20-Europameisterschaft 2012 (9. Platz) 40 und bei der U-21-Weltmeisterschaft 2013 (17. Platz) 24 Tore und gab 15 Assists. Er erzielte in 23 Länderspielen für die russische Nationalmannschaft 55 Tore (Stand: Dezember 2018).